# LaMark Carter
LaMark Carter (né le 23 août 1970 à Shreveport) est un athlète américain spécialiste du triple saut.
Il établit la meilleure performance de sa carrière en juin 1998 à La Nouvelle-Orléans en atteignant la marque de 17,44 m. En 1999, il remporte la médaille d'argent des Championnats du monde en salle de Maebashi (16,98 m) derrière l'Allemand Charles Friedek, et se classe sixième de la finale des Championnats du monde de Séville en réalisant un triple saut au-delà des dix-sept mètres (17,10 m). Lors de cette même saison, l'Américain monte sur la deuxième marche du podium des Jeux panaméricains de Winnipeg. Il participe l'année suivante aux Jeux olympiques de Sydney mais est éliminé au stade des qualifications.
En 2004, LaMark Carter est contrôlé positif au salbutamol à l'occasion des sélections olympiques américaines.

## Palmarès
| Date | Compétition                    | Lieu          | Résultat | Marque  |
| ---- | ------------------------------ | ------------- | -------- | ------- |
| 1995 | Championnats du monde en salle | Barcelone     | 6e       | 16,80 m |
| 1995 | Universiade                    | Fukuoka       | 3e       | 16,62 m |
| 1995 | Jeux panaméricains             | Mar del Plata | 4e       |         |
| 1998 | Coupe du monde des nations     | Johannesburg  | 5e       | 17,20 m |
| 1999 | Championnats du monde en salle | Maebashi      | 2e       | 16,98 m |
| 1999 | Championnats du monde          | Séville       | 6e       | 17,10 m |
| 1999 | Jeux panaméricains             | Winnipeg      | 2e       | 17,09 m |